# RLEG
 (mai 2022).
Si vous disposez d'ouvrages ou d'articles de référence ou si vous connaissez des sites web de qualité traitant du thème abordé ici, merci de compléter l'article en donnant les références utiles à sa vérifiabilité et en les liant à la section « Notes et références ».
RLEG est un réseau politique de certaines subdivisions d'États membres de l’Union européenne qui partagent toutes des compétences législatives inscrites dans les constitutions de leurs États membres respectifs et sont souvent les seules institutions à détenir de telles compétences. Il est composé de représentants de gouvernements régionaux mais ce n'est pas une institution officielle de l'UE.

## Contexte
Certaines régions de l'Union européenne ont des pouvoirs et compétences législatifs exclusifs. Ces pouvoir et compétences ne sont pas homogènes ; ils sont spécifiques aux structures politiques internes nationales de chaque région. Ces régions ont de fortes identités historiques basées sur des spécificités culturelles et linguistiques.
Différentes organisations, en particulier REGLEG et, plus récemment, l'initiative RLEG, ont représenté les intérêts de ces régions. Cependant, les régions à pouvoir législatif ne sont pas toutes, et n'ont pas toutes été, impliquées dans ces structures représentatives. L'identité semble être un facteur distinctif fort pour les régions du RLEG, mais il n'est pas clair si cette caractéristique est perçu de la même façon à travers le groupe plus large des régions à pouvoir législatif.

## REGLEG
La première Conférence des présidents de régions à pouvoir législatif (en anglais Conference of Presidents of Regions with Legislative Powers, mise en place par la Chambre des régions du Conseil de l'Europe, s'est tenue à Barcelone en 2000. Elle s'est concentrée sur la position des régions en termes d'unification européenne et de mondialisation. Lors de la deuxième Conférence, qui s'est tenue l'année suivante à Liège, 52 présidents de régions européennes a pouvoirs législatifs ont approuvé la création de REGLEG, la Conférence des régions européennes avec un pouvoir législatif (en anglais Conference of European Regions with Legislative Power). Elle représentait 74 régions avec des valeurs et principes partagés faisant partie de 8 États membres, chacune avec son propre gouvernement et parlement directement élu avec des pouvoirs législatifs constitutionnels.
REGLEG « est rapidement devenu un important lobby territorial », allant jusqu'à remettre en question la composition nationale de la Convention européenne des droits de l'homme.
Elle était critique, d'une part, du déséquilibre des pouvoirs causé par la gouvernance à plusieurs niveaux, affirmant que les mécanismes décisionnels technocratiques accroissent la distance entre l'élaboration des politiques et les citoyens de l'UE et, d'autre part, de la centralisation du pouvoir au sein des institutions de l'Union européenne.
Elles se sont engagées à engager un dialogue systématique et structuré avec les institutions de l'UE et les autres organisations concernées. Les principales demandes de REGLEG peuvent être résumées comme suit, les deuxième et troisième dérivant de la première :
1. la reconnaissance de leur statut de « région associée/partenaire de l'UE » et le maintien de ce statut ;
2. des pouvoirs consultatifs et une participation directe aux premières étapes de la législature de l'UE ; et

3. un accès direct à la Cour de justice de l'Union européenne.

### Membres
La REGLEG regroupait 74 régions de 8 États membres :
- les 9 États fédérés d'Autriche
- les 5 régions et communautés de Belgique
- les îles Åland, une région autonome de Finlande
- les 16 États fédérés d'Allemagne
- Les 20 régions d'Italie
- Les deux régions autonomes du Portugal : les Açores et Madère
- Les 17 communautés autonomes d'Espagne
- L'assemblée de Corse est présente en tant qu'observateur[réf. nécessaire].

Anciennement[Quand ?], l'Irlande du Nord, l'Écosse et le Pays de Galles, les trois nations constitutives du Royaume-Uni à pouvoir décentralisé étaient également représentées.

## RLEG
Après une période de relative inactivité, l'initiative RLEG est lancée en 2018, qui rassemble 16 régions participantes (Åland, Açores, Îles Baléares, Pays basque, Carinthie, Catalogne, Flandre, Basse-Autriche, Madère, Piémont, Salzbourg, Sardaigne, Tyrol, Haute-Autriche, Valence et Vorarlberg) et 1 région observatrice (la Corse).